# 아프리칸 게임 태권도
아프리칸 게임 태권도(영어: Baseball at the African Games)는 아프리칸 게임에서 진행되는 태권도 종목으로 제4회 대회인 1987년 올아프리카 게임 대회에서 아프리칸 게임 정식 종목으로 채택되었다.